# Leonardo Novo
Leonardo Novo (Montevideo, Uruguay, 13 de octubre de 1990) es un exfutbolista uruguayo.

Empezó jugando en las inferiores del Club Nacional de Football, equipo con el que ascendió al plantel de Primera División en el año 2008. Sin embargo, no tuvo oportunidad de debutar. Por esa razón, fue cedido a préstamo en 2010 a El Tanque Sisley, equipo con el que pudo debutar en la primera fecha del Torneo Apertura, contra Racing de Montevideo. Novo marcó su primer gol en Primera División con el conjunto verdinegro en el partido correspondiente a la 6ª fecha contra Central Español, encuentro que finalizó 5-3 a favor de El Tanque Sisley.

## Clubes
| Club             | País    | Año         |
| ---------------- | ------- | ----------- |
| Nacional         | Uruguay | 2008 - 2010 |
| El Tanque Sisley | Uruguay | 2010 - 2011 |